# Hotel Tequendama
El Hotel Four Points by Sheraton Tequendama es un hotel situado en el barrio San Diego de la localidad de Santa Fe de la ciudad de Bogotá. Se ubica en la carrera Décima con avenida Veintiséis. Su construcción se llevó a cabo entre 1950 y 1951. Entre los años 1967 y 1970 se realizó una ampliación que duplicó su capacidad y en 2025 el hotel fue completamente renovado.

## Historia
El Hotel Tequendama ocupa los predios donde antiguamente se elevaba el claustro de San Diego, en el que luego funcionaron la Escuela superior de Guerra, la Escuela Militar y el Ministerio de Guerra. Su inmueble fue el primer edificio construido en el complejo Centro Internacional Tequendama. Su construcción se dio en el marco de la ampliación de la carrera Décima. En sus inicios colindó con el parque Centenario. Es el edificio más alto construido en la ciudad en los años 1950.
En sus inicios se iba a llamar Hotel Bochica y su primera piedra se puso el 1 de febrero de 1950.Sus planos fueron elaborados por Holabird & Root, John Burgee y la obra fue ejecutada por la empresa Cuéllar Serrano Gómez.
El 17 de mayo de 1953 se inauguró con un banquete al que asistió el presidente de Colombia, Roberto Urdaneta Arbeláez. Entre los años 1967 y 1970 se realizó una ampliación en el mismo estilo que la del edificio original. En esta trasladó su entrada principal a la carrera Décima, se le dio al edificio un plano en forma de T, se agregaron varias salas de conferencias, y se duplicó su capacidad. Por más de 50 años el Hotel Tequendama fue administrado por el grupo InterContinental Hotels Group (IHG) para la marca InterContinental Hotels and Resorts, de ahí el nombre con el cual se le conoció hasta el 2007 como Hotel InterContinental Tequendama. Ese año se anunció que pasaría a otra marca del grupo InterContinental Hotels Group (IHG), la marca Crowne Plaza y fue rebautizado Hotel Crowne Plaza Tequendama. 
En 2025, luego de una renovación millonaria, el hotel se dividió en dos: el Hotel Four Points by Sheraton Tequendama y el hotel Torre Monserrate, ambos administrados por GHL pero con precios diferenciados.

## Arquitectura
Su construcción constituye un momento relevante de la ingeniería colombiana, pues la torre se elevó en un tiempo corto comparado con los promedios del momento, y se logró desarrollar empleando concreto armado, desarrollando estas estructuras en toda Colombia.

## Galería

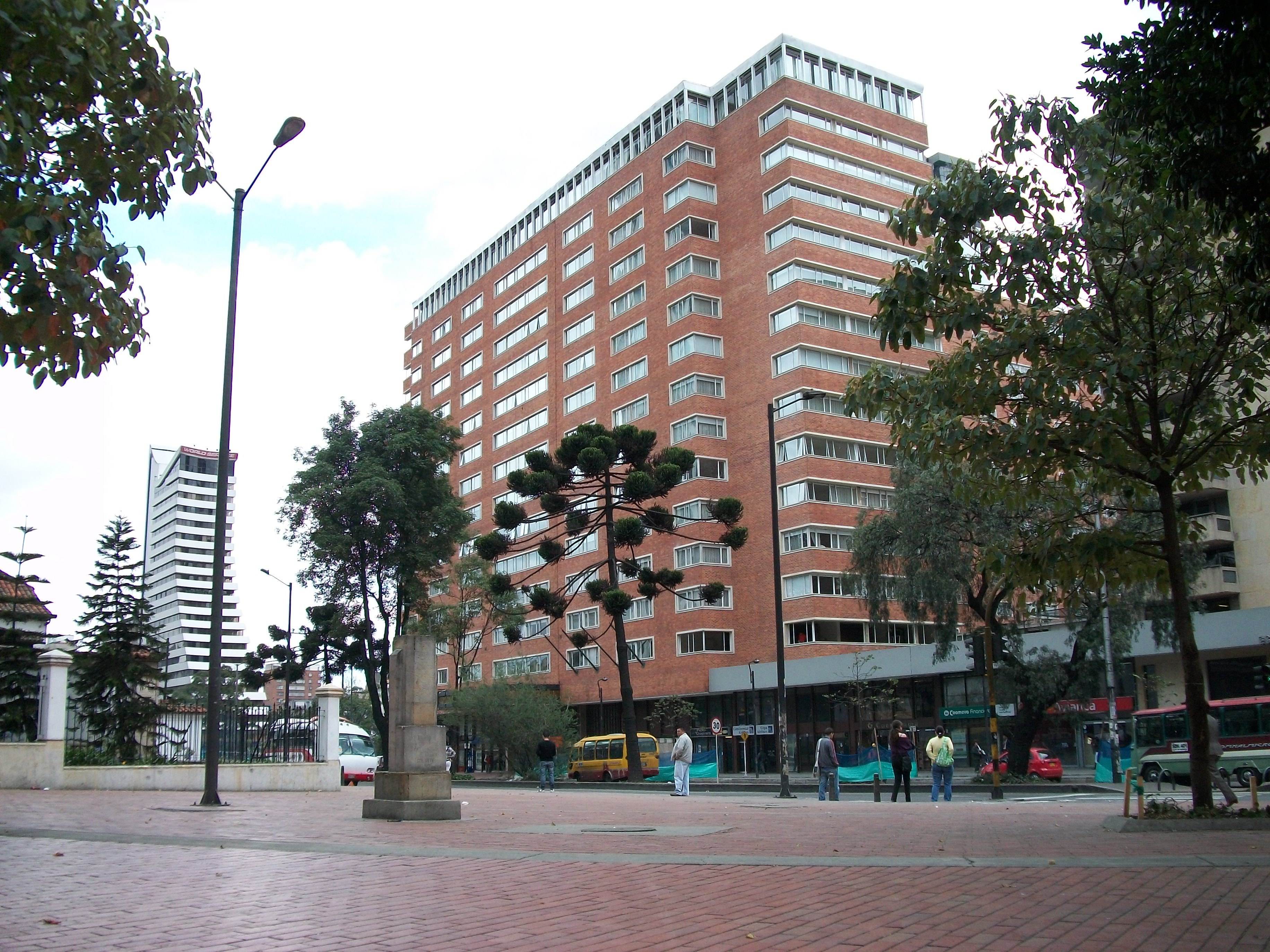
Vista hotel desde la Carrera 10
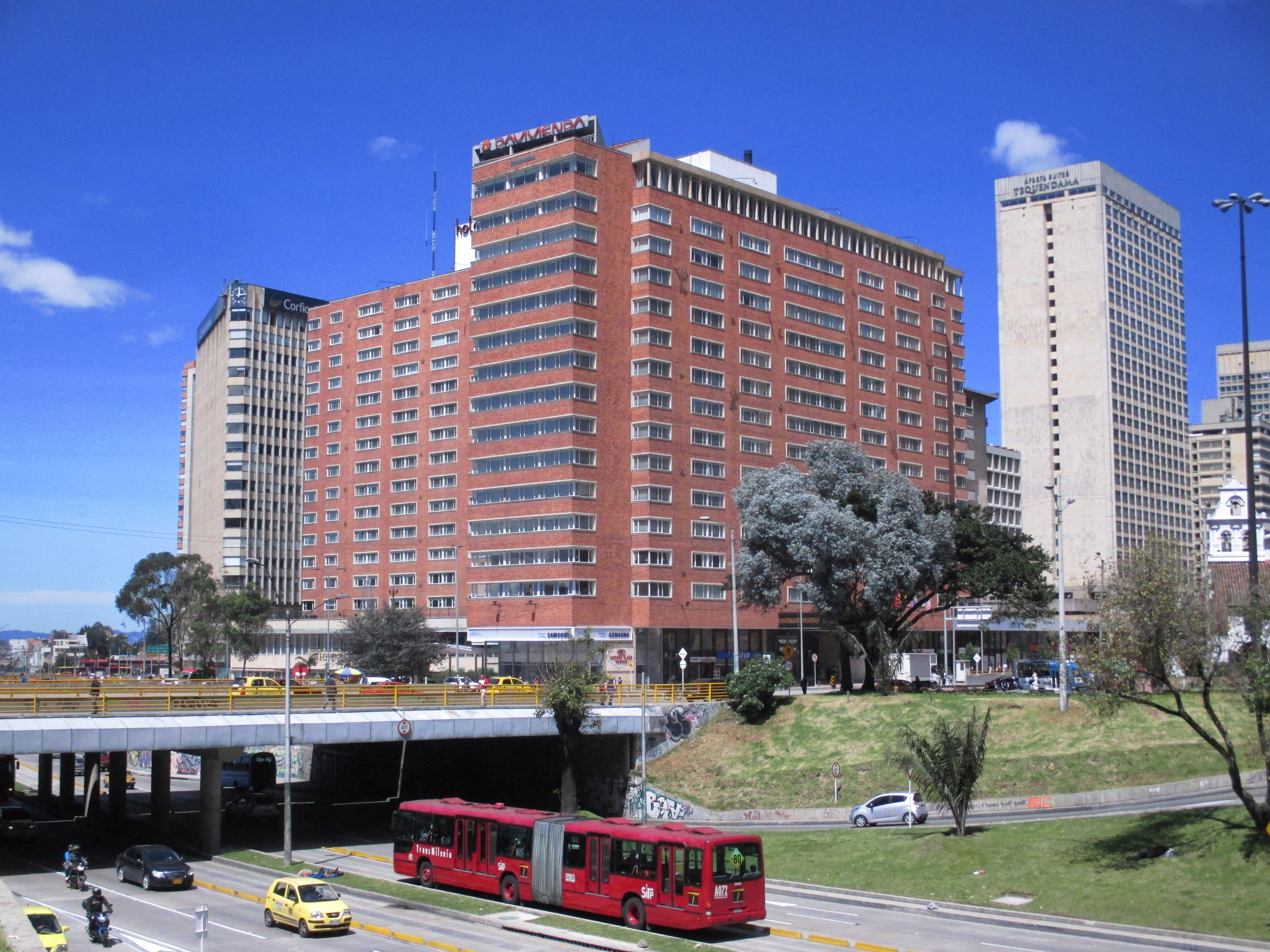
La avenida 26 con bus de TransMilenio
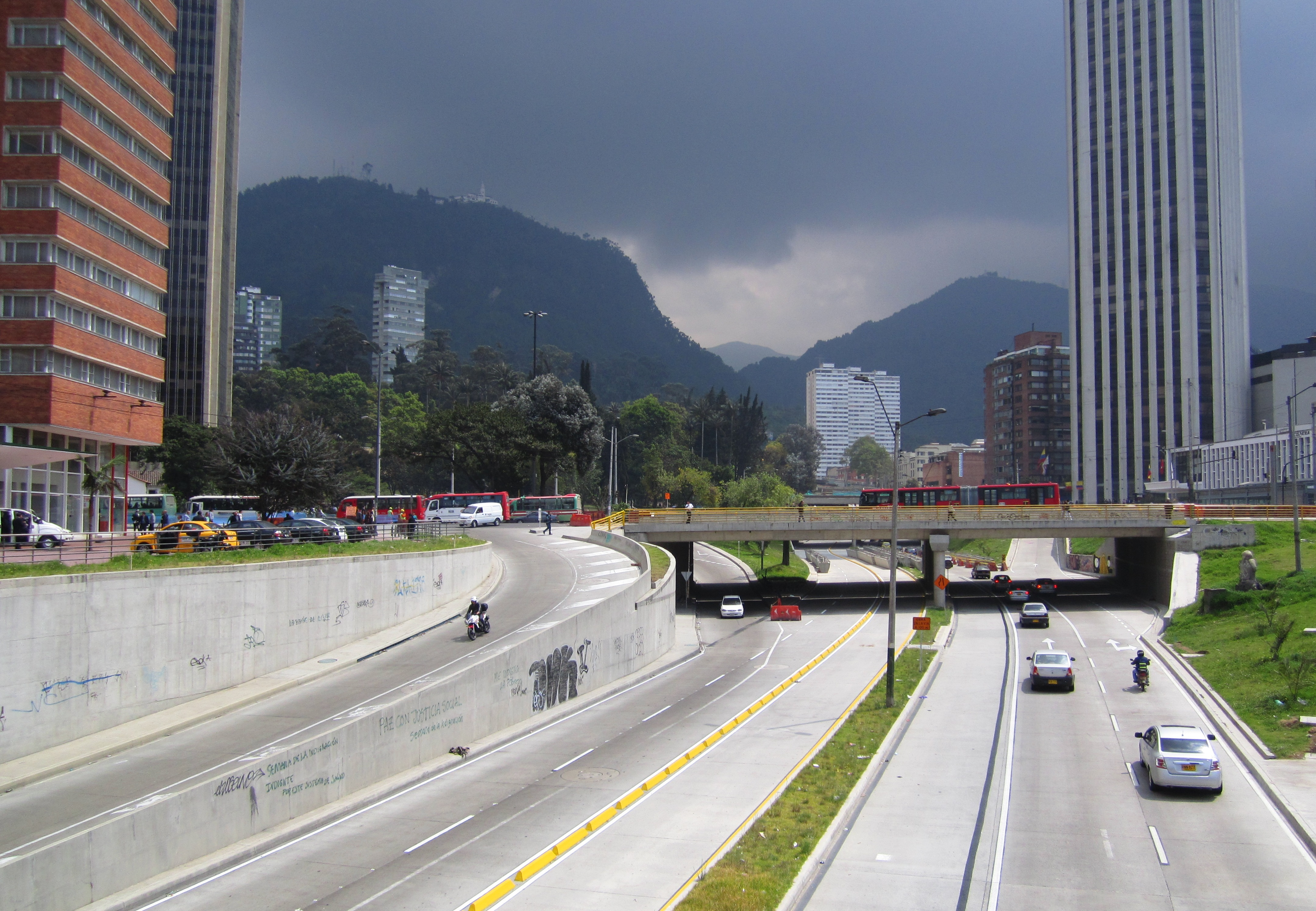
Hotel Tequendama a la izquierda, Avenida Calle 26 y Monserrate al fondo
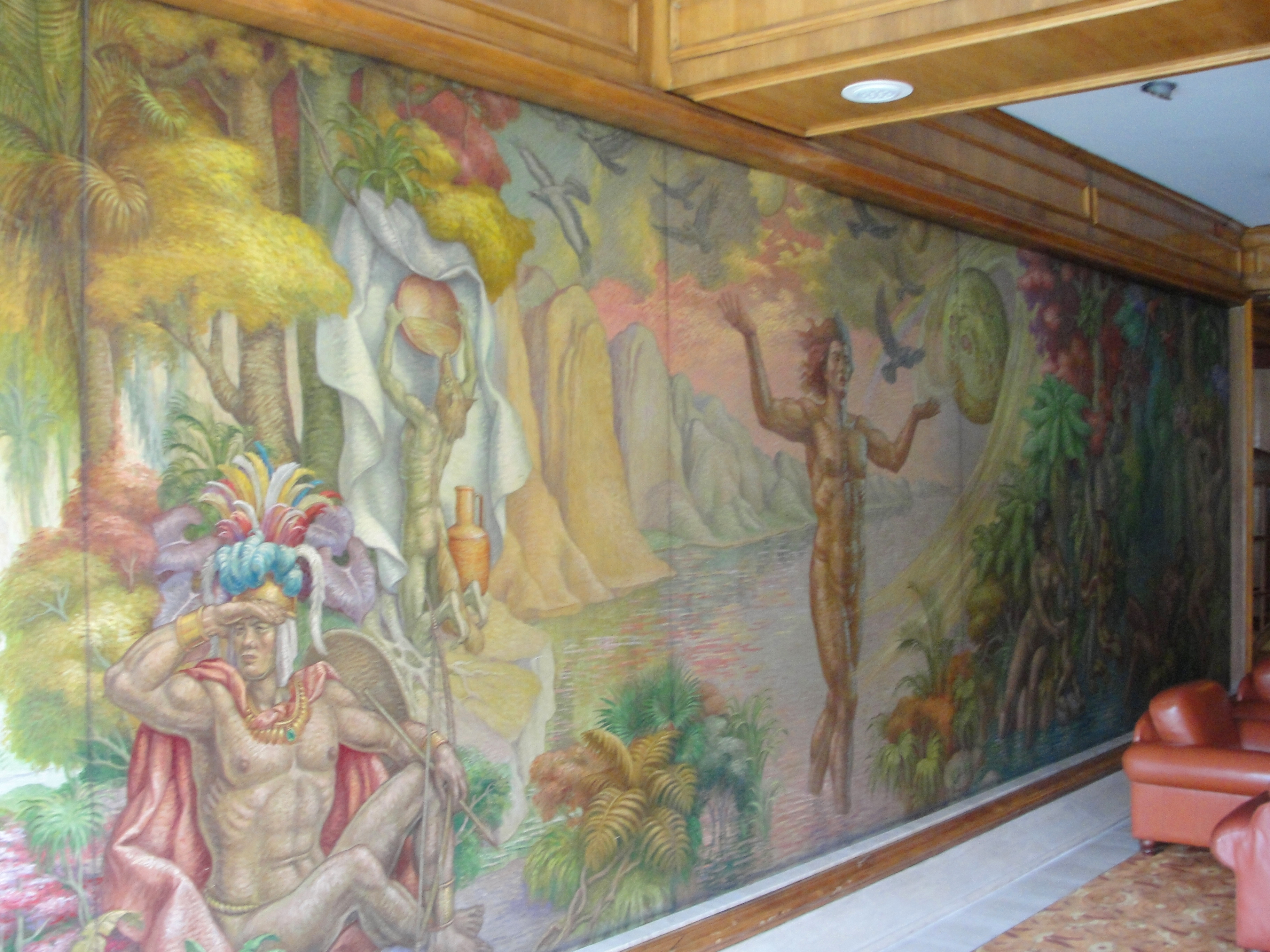
Teogonía de los dioses chibchas de Luis Alberto Acuña